# USS LST-34
O USS LST-34 foi um navio de guerra norte-americano da classe LST que operou durante a Segunda Guerra Mundial.